# Emily Hale
Emily Hale (Boston, 27 de octubre de 1891-Concord, 12 de octubre de 1969) fue una maestra de habla y drama estadounidense que conoció a T. S. Eliot en Harvard en 1912, donde se enamoró de ella. Exactamente 1131 cartas de Eliot a Hale fueron depositadas en la Biblioteca de la Universidad de Princeton en 1956 y estuvieron entre los archivos sellados más conocidos del mundo durante muchos años. Las cartas se abrieron en enero de 2020, 50 años después de la muerte de Hale, junto con una inesperada declaración escrita de Eliot.

## Primeros años y carrera
Hale nació en Boston, Massachusetts, el 27 de octubre de 1891. Su padre era el reverendo Edward Hale, un arquitecto que se convirtió en ministro unitario y enseñó en la Escuela de Teología Harvard. Su madre Emily (de soltera Milliken) se había convertido en una «inválida mental permanente» después de la muerte de su hijo pequeño, y Hale fue criada por su tía Edith Perkins y su tío el ministro unitario reverendo John Carroll Perkins. La pareja vivió en Boston pero pasó los veranos de 1930 a 1939 en Chipping Campden, Inglaterra, con Hale también asistiendo.
Hale pudo haber asistido a la Universidad de Harvard. Se graduó de la Miss Porter's School, y fue profesora de habla y teatro en varias universidades para mujeres desde 1916 en adelante, incluida la Universidad de Simmons (1916-1921), Milwaukee Downer College (1921-1928), Scripps College (1932-1934), y Smith College (1936-1942), así como las escuelas preparatorias la Phillips Academy para varones (1950) y la Abbot Academy para niñas (a finales de la década de 1950).
Hale era un miembro activo de la Iglesia unitaria y también de la Liga de Mujeres Votantes, y fue voluntaria en la Colección Sophia Smith.

## Relación con Eliot
Según una nota que Eliot escribió sobre su relación en 1960, conoció y se enamoró de Hale en 1912 como estudiante de posgrado que cursaba la carrera de filosofía en Harvard. Le declaró su amor poco antes de partir hacia Europa en 1914; biógrafos han registrado que Eliot abandonó esa reunión con la impresión de que Hale tenía sentimientos similares. Sin embargo, en junio de 1915, Eliot se casó con Vivienne Haigh-Wood, y su correspondencia con Hale no se reanudó materialmente hasta los años anteriores al colapso final de este matrimonio en 1933. Desde entonces hasta 1956, Eliot escribió más de mil cartas a Hale.
Hale y Eliot pasaron los veranos de 1935 a 1939 juntos en Campden, Gloucestershire, como invitados de los guardianes de ella de Boston, los Perkins. En 1934, Hale y Eliot visitaron Norton House, una casa señorial abandonada en Gloucestershire. Esta visita fue una fuente clave para gran parte del poema de 1935 de Eliot Burnt Norton, en el que los estudiosos han supuesto que el «usted» en el poema era Hale, y su relación era el «nosotros». Si bien Hale nunca se consideró abiertamente a sí misma como la musa de Eliot, se sabe que se identificó en varios otros poemas de Eliot, cuando enseñaba a sus estudiantes en varias universidades.
La guerra intervino, y Hale y Eliot no se volverían a encontrar hasta 1946, cuando Eliot tenía 58 años y Hale tenía 55; sin embargo, después de la muerte de Vivienne en 1947, Eliot anunció a su familia en una visita a Harvard para aceptar un doctorado honorario, que también debía visitar a Hale para pedir que lo liberara de su promesa de casarse con ella. Hale había anticipado que vivirían juntos cuando Vivienne muriera y se sorprendió y entristeció cuando supo que Eliot había decidido no casarse con ella. Después de 1947, Hale y Eliot solo se encontrarían fugazmente, pero seguirían correspondiendo, aunque a una frecuencia reducida.
Algunos biógrafos dijeron que la relación de Eliot con Hale le proporcionaba a Eliot un modelo de una mujer etérea, silenciosa y un amor casto que podía sostenerse indefinidamente. Los propios sentimientos de Hale por Eliot son en gran parte desconocidos, en parte porque Eliot quemó todas sus cartas cuando se preparó para casarse con su secretaria mucho más joven, Esmé Valerie Fletcher, en 1957. La última carta de Eliot a Hale fue en 1956, y un año después, Hale, que entonces tenía 66 años, ingresó en el Hospital General de Massachusetts por un «colapso».

## Archivo de cartas
Hale era amiga del profesor de inglés de la Universidad de Princeton, Willard Thorp, y su esposa Margaret Farrand Thorp. A partir de 1942, exploró con Thorp la idea de guardar las cartas de Eliot en la Biblioteca de la Universidad de Princeton para su custodia, y finalmente decidió hacerlo en julio de 1956. Hale especificó que las cartas debían mantenerse cerradas durante cincuenta años completos después de su muerte o la de Eliot. Hale murió después de Eliot, el 12 de octubre de 1969 en Concord, y por lo tanto, el archivo solo se abrió a los académicos en enero de 2020, revelando 1131 cartas de Eliot a Hale que datan del período 1930 a 1956.
Las cartas solo se pueden leer en persona en la biblioteca; no se espera que haya copias en línea disponibles hasta 2035, los derechos de autor de Eliot aún se aplican a las cartas.

### Declaración póstuma
Para sorpresa de los eruditos, la herencia de Eliot emitió simultáneamente una declaración por escrito de él para que se abriera con la apertura de las cartas de Hale. La declaración de Eliot decía que «nunca tuvo relaciones sexuales con Emily Hale», y parecía rechazar la noción de que Hale era su musa: «Emily Hale habría matado al poeta en mí; Vivienne casi fue la muerte de mí, pero ella mantuvo vivo al poeta».
Sin embargo, algunos comentaristas inmediatamente contrastaron la declaración de Eliot con algunas de las primeras publicaciones de sus cartas que dicen: «You have made me perfectly happy: that is, happier than I have ever been in my life» («Me has hecho perfectamente feliz: es decir, más feliz que nunca en mi vida»), y especularon que la dura declaración de Eliot podría ha sido una reacción a su descontento con la decisión de Hale de archivar sus cartas para su futura apertura. Después de una revisión inicial de las cartas, la erudita de Eliot, Frances Dickey, le dijo a The Washington Post que «básicamente confiesa su amor por Emily Hale y le dice que ella es el gran amor de su vida», y «que él ha estado escribiendo para ella todos estos años, e incluso menciona los lugares en su poesía donde le ha rendido homenaje o la ha honrado de alguna manera». La biógrafa de Eliot, Lyndall Gordon, dijo a PBS News que el contenido de las cartas superó con creces las expectativas de Dickey y Gordon. «Eliot fue muy emotivo y muy explícito sobre cuánto la amaba y lo importante que era para su trabajo». Gordon también agregó: «Eliot lo deja todo al descubierto. Eso es sorprendente, en parte, porque durante mucho tiempo, era muy 'pasado de moda' pensar en Eliot como un poeta confesional». Destacó pasajes de obras que Eliot le dijo a Hale que ella había inspirado, incluyendo La tierra baldía.